# 一向寺 (宇都宮市)
一向寺（いっこうじ）は、栃木県宇都宮市西原二丁目にある時宗一向派の寺院である。山号は清照山。本尊は阿弥陀如来。開基（創立者）は宇都宮景綱。国の重要文化財に指定されている銅造阿弥陀如来坐像は「汗かき阿弥陀」として知られる。

## 境内
- 本堂
  - 本尊 阿弥陀如来立像
- 銅造阿弥陀如来坐像収蔵庫
  - 銅造阿弥陀如来坐像（汗かき阿弥陀）（重要文化財）
- 山門
- 墓地
  - 戊辰戦争慰霊碑

## 文化財
銅造阿弥陀如来坐像（汗かき阿弥陀）
宇都宮氏第12代当主の宇都宮満綱が願主となり、1405年（応永12年）4月に造立したとされる仏像。当初は宇都宮氏菩提寺の長楽寺の本尊であった。国の重要文化財。

## 交通アクセス
路線バス
- JR宇都宮駅西口から
  - 関東バス 西原車庫行き「西原小学校入口」下車すぐ。
  - 関東バス ［36］六道鶴田・西川田線または［41］免許センター・楡木線「宇女高入口」または「六道」下車，徒歩8分。
- 東武宇都宮駅から
  - 「宇都宮東武」バス停（西口／東京街道沿い）より「西原車庫」行きを利用。

徒歩
東武宇都宮駅から徒歩20分（東武宇都宮駅西口正面を走る国道119号（東京街道）を東京方面に向かって歩き、松が峰1丁目交差点で右折、最初の信号を左折し、2つ目の信号の角）

## 別院
- 栃木県宇都宮市若松原1-8-36にある。「みなみ霊園」が隣接する。